# Виша женска школа (Београд)
Виша женска школа (1863-1918) је прва женска школа гимназијског ранга отворена у Београду и Србији уопште. Отварањем ове школе почело је средњошколско образовање девојака у Србији.

## Историја
Половином 19. века Србија, после дугих ратова, почиње убрзано да брине о култури и образовању, па доноси нове важне законе, посебно у просвети. Све чешће се поставља питање отварања посебних женских школа. Прво је то, безуспешно, учинило само Попечитељство 1840. године, предлажући Савету оснивање школа у Београду и другим градовима. Тек 1845. године, Попечитељство је одобрило отварање школа и за девојчице па је, указом кнеза Михаила од 11. јуна 1842. године, одобрено Наталији Петровић, Софији и Катарини Лекић да могу да отворе школу за женску децу. Овом уредбом се предвиђало шестогодишње школовање девојчица које је, осим општег образовања обухватало и учење вештина које су се традиционално везивале за женски пол (певање, ручни рад, лепо понашање...). Прва женска школа отворена је у Параћину 1845. године. О вишем женском образовању размишљало се тек у општем реформаторском школском систему.
Упркос противљењу уваженог Државног савета и мишљењу дела београдске чаршије да ће више образовање девојака нарушити породицу, а захваљујући просвећеном владару кнезу Михаилу Обреновићу, тадашњем министру просвете Кости Цукићу и његовом сараднику Љубомиру Ненадовићу, донет је Закон о оснивању Више женске школе и она почиње с радом у септембру 1863. године. Основни циљ школе био је да се девојкама омогући више опште образовање и да се обезбеде школоване учитељице за женске основне школе.
Државни савет је сматрао да управљање таквом школом мора да буде поверено женској особи. Па је место управнице поверено деветнаестогодишњој Катарини Миловук, која тек што се, са дипломом високог образовања и положеним педагошким државним испитом на Универзитету у Одеси, вратила у Београд.

### Управитељи школе
- Катарина Миловук (1863-1893)
- Персида Пинтеровић (1894-1895)
- Милева Вуловић (1895-1898)
- Јован Докић (1898-1900)
- Сретен Пашић (1900-1909)
- Светолик Стевановић (1909-1911)
- Димитрије Тричковић (од 1911)[5]

Наставу у школи држали су и професори са тек основане Велике школе, међу којима су били и Јанко Шафарик, Петар Убавкић, Роберт Толингер, књижевник Ђорђе Малетић, новинар и министар Јован Ђаја, затим професори мушких гимназија, као и сама Катарина Миловук. Већина њих, осећајући да ради пионирски посао у Србији, радила је бесплатно.
Прве промене у школи су извршене 1879. године, када школа добија пет разреда, а 1896. постаје Школа за опште образовање и васпитање. Године 1900. из школе се издваја Женска учитељска школа. Године 1905. отворен је пети разред, па се на тај начин поред Више женске школе, са наставничким кадром, заједничком зградом и буџетом, развила Прва женска реална гимназија (касније се трансформисала у данашњу Пету београдску гимназију), која се 1909. одваја и осамостаљује. Виша женска школа се гаси 1918. године, када њене просторије наслеђује новооснована Друга, а исте године на Савамали се отвара и Трећа женска реална гимназија.
Поводом педесетогодишњице постојање "Виша женска школа: Педесетогодишњица (1863-1913)".

## Локација школе
Школа је у почетку била смештена у приватној кући Васе Илића на Зеленом венцу, да би се у октобру 1865. преселила се у новоподигнуту зграду на углу тадашње Абаџијске чаршије (касније Народног фронта, а данас улице Краљице Наталије) и Улице Косовке девојке (до скора Девојачке, а сада поново Косовке Девојке), на државном плацу (локација зграде). Зграда у којој се Виша женска школа налазила подигнута је 1860. године, а обновљена је залагањем краљице Драге. Према опису, то је била дугачка зграда, партер са деветнаест прозора с лица у Улици краљице Наталије. Учионице су биле доста простране, али слабо осветљене, зидови дебели а прозори узани. Зграда је имала широк и дугачак ходник на чијем крају се налазила велика сала, највећа и најлепша у тадашњем Београду, а с обе стране биле су по две велике учионице. У вароши су ову зграду звали „Велики ходник”, а саму школу „Инштитут”. Зграда је затворена 1930. године и порушена, да би се на њеном месту сазидала нова, велелепна зграда Друге женске реалне гимназије.
Најближа богомоља Вишој женској школи била је Вазнесенска црква. Како је то била војна црква, није било погодно да се девојке тамо воде на богослужење. Због тога је, на предлог Катарине Миловук, уз помоћ цркве Светог Марка, у дворишту Школе 1882. године сазидана црквица посвећена Пресветој великомученици Наталији. Унутрашње уређење цркве преузела је краљица Наталија.
| На месту некадашње Више женске школе 1931. године пројектована је велелепна зграда за потребе Друге женске гимназије. Пројектант је била Милица Чолак-Антић–Крстић, дипломац Београдског универзитета и бивша ученица Друге женске, која је из поштовања и сећања на црквицу Великомученице Наталије из врта негдашње школе, планирала и капелу у згради гимназије. Тако је зграда постала не само најлепше и најфункционалније гимназијско здање у овом делу југоисточне Европе, него и јединствена школска зграда с православном црквом међу својим зидовима. У тој згради, у којој се од 1956. године налази Електротехничка школа „Никола Тесла”, још увек постоје рушевине капеле. Зграда је 1992. године проглашена спомеником културе и под заштитом је државе. |

## Наставни програм
Наставни програм у почетку је обухватао једанаест обавезних предмета који су били бесплатни:
- наука о хришћанству,
- српски језик,
- општа и српска историја и земљопис (географија),
- јестаственица (наука о природи),
- рачунање,
- педагогика,
- дијететика,
- писање,
- женски рад,
- гимнастика и
- домаћа технологија (вештина припремања јела)

Три изборна предмета, клавир, сликање и страни језик, такође су били обавезни али и бесплатни. Једно време се, на предлог краљице Наталије, предавало и књиговодство. Сиромашне ученице бесплатно су добијале књиге и ужину. У то време било је мало одговарајућих уџбеника, па се Катарина Миловук сама подухватила да напише три уџбеника: „Педагогику”, „Методику” и „Историја света у кратком прегледу за женскиње”.
У школи је уведен учитељски испит који се састојао из писменог, усменог и практичног дела и полагао се пред посебном комисијом школе и представником министарства просвете. Прва генерација од 50 учитељица дипломирала је 1879. године. Неке ученице желеле су да наставе школовање на универзитетима, па је због њих Катарина Миловук покушавала да програм школе прилагођава програмима мушких гимназија које су још увек биле једина пропусница за факултете.

## Интернат
Приватан интернат за женску децу у Београду основан је иницијативом наставница Више женске школе. Оне су 23. маја 1904. године одржале прву конференцију о оснивању дома за ученице. Молиле су и општину београдску да за прве четири године даје новчану помоћ дому за 50 ученица, а осим тога и зграду са огревом. Наставнице су успеле да већ 1906. године отворе интернат - Дом за ученице средњих школа, пре свега захваљујући материјалној потпори београдске општине и пријатеља те установе.

## Значај школе
Виша женска школа имала је и образовну и васпитну улогу. Осим општег образовања, школа је имала задатак да припреми учитељице за рад у женским основним школама. Васпитни задатак је оствариван на различите начине. Највећи значај придавао се етичко-националним вредностима које су одговарале потребама тог доба. У васпитном раду школе је активно учествовала и црква, која је својим присуством настојала да дозира еманципацију српских жена.
Међу ученицама Више женске школе биле су многе познате Српкиње, између осталих и Драга Љочић, Драга Машин, Милка Гргурова, Надежда Петровић, Мага Магазиновић, Бета Вукановић, Делфа Иванић, Милица Јанковић, Љубица Луковић, Косара Цветковић, Мара Лукић, Босиљка Јанић, Боса Ранковић, Катарина Ст. Павловић, Станка Ђ. Глишић, сјајан преводилац и сестра много познатијег писца, Милована Глишића... Нису само девојке из Србије похађале ову школу. Долазиле су и из Бугарске и Македоније, као и из разних делова Аустроугарске, јер су родитељи желели да им деца наставу похађају на српском језику.
Оснивањем Више женске школе у Београду, 1863. године, започело је средњошколско образовање девојака у Србији. По угледу на београдску почеле су да се оснивају сличне школе широм Србије. Виша женска школа угасила се испунивши задатак – створила је слој образованих жена у Србији. Више (гимназијско) образовање у њој је стекло 25.000 девојака, а како је говорила Катарина Миловук: „писмене жене рађају писмену децу”.

## Галерија
- Наставници Више женске школе
- Учионица у школи
- Ученице
- Ученице
- Ученице
- Ученице
- Светолик Стевановић један од управника школе
- Сретен Пашић један од управника школе
- Ученице у поласку кући
- Прве матуранткиње педесет година након матуре а својом наставницом Катарином Миловук
- Персида Пинтеровић
- Наставници школе
- Ученице на одмору
- Милева Вуловић
- Мерење ученица
- Ученице
- Јован Докић један од управника школе
- Катарина Миловук
- Димитрије Тричковић један од управника школе
- Час српског језика
- Час цртања
- Час физике